# Конская Голова (туманность)
Туманность Конская Голова (IC 434, Barnard 33, также известная как «Голова Лошади») — тёмная туманность в созвездии Ориона. Туманность приблизительно 3,5 световых года в диаметре и расположена южнее Альнитака (ζ Ориона), восточной звезды Пояса Ориона, и является частью Облака Ориона — огромного газо-пылевого комплекса звёздообразования, которое окружает расположенную на расстоянии около 1300 световых лет туманность Ориона.
Конская Голова — одна из наиболее известных туманностей. Она видна как тёмное пятно в форме конской головы на фоне красного свечения. Это свечение объясняется ионизацией водородных облаков, находящихся за туманностью, под действием излучения от ближайшей яркой звезды (ζ Ориона). Тёмный фон туманности возникает в основном за счёт поглощения света плотным слоем пыли, хотя есть участки (на фото — слева), на которые падает тень от основания «шеи» Конской Головы. Истекающий из туманности газ движется в сильном магнитном поле. Яркие пятна в основании туманности Конская Голова — это молодые звёзды, находящиеся в процессе формирования. Впервые туманность была обнаружена в 1888 году на фотографиях Гарвардской обсерватории.

## Структура
В левом верхнем углу фотографии видна яркая область, в которой молодые звёзды уже образовались, и излучение от этих звёзд уже разрушило родительские газо-пылевые облака, а излучение молодой массивной звезды, расположенной за верхней частью фотографии, своим светом вырисовывает Конскую Голову.